# Lanny Bassham
Lanny Robert Bassham (ur. 2 stycznia 1947 w  Comanche) – amerykański strzelec sportowy. Dwukrotny medalista olimpijski.
Specjalizował się w karabinku małokalibrowym. Brał udział w dwóch igrzyskach (IO 72, IO 76), na obu zdobywał medale. Triumfował w 1976 w trzech postawach (50 m), cztery lata wcześniej zajął drugie miejsce w tej konkurencji. Stawał na podium mistrzostw świata (m.in. złoto w 1974 i 1978) oraz triumfował w igrzyskach panamerykańskich.
Na igrzyskach w Monachium (1972) nie wytrzymał psychicznie, wskutek czego nie zdobył złotego medalu. Sfrustrowany, zainteresował się kursami na temat radzenia sobie w warunkach presji psychicznej. Ponieważ dostępne kursy go nie usatysfakcjonowały, zaczął przeprowadzać rozmowy ze złotymi medalistami olimpijskimi, żeby odkryć, co takiego robią inaczej, że daje im to zwycięstwa.
Na tej podstawie opracował technikę kontroli umysłu, którą nazwał  Mental Management System  (System zarządzania umysłem). Przez kolejne sześć lat dominował na świecie w swojej dyscyplinie, a na Igrzyskach Olimpijskich w Montrealu w 1976 roku zdobył upragniony złoty medal olimpijski.
Przez ostatnie 31 lat Bassham naucza swojego systemu zarządzania umysłem.

## Publikacje
- Lanny Bassham: With Winning in Mind. Wyd. 3. 2012, s. 182. ISBN 978-1934324264. (ang.).

- Lanny Bassham: Freedom Flight - The Origins of Mental Power. 2008, s. 98. ISBN 978-1934324189. (ang.).